# North Ealing (metropolitana di Londra)
North Ealing è una stazione della metropolitana di Londra situata a Ealing, nel borgo londinese di Ealing, lungo Station Road nei pressi dell'incrocio tra Queens Drive e Hanger Lane.
La stazione si trova sulla diramazione di Uxbridge della Piccadilly line, tra le stazioni di Ealing Common e Park Royal, nella terza zona tariffaria della metropolitana londinese.

## Storia

### La stazione della DR

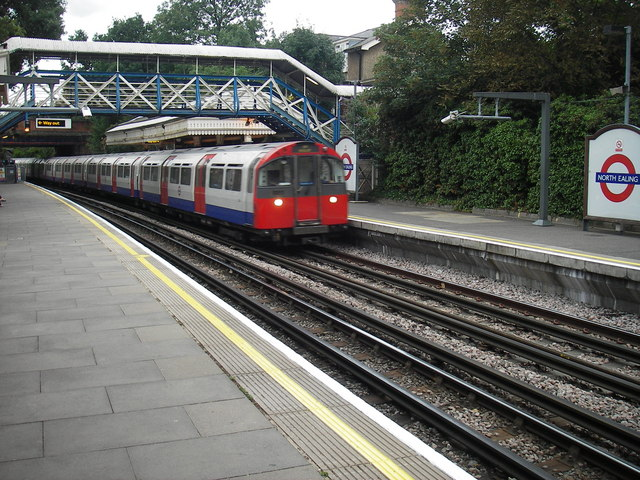
Treno della Piccadilly Line a North Ealing

La stazione di North Ealing è stata aperta nel 1903 dalla District Railway (DR, poi divenuta la District Line), sulla linea dalla zona nord di Ealing Common all'allora stazione di Park Royal & Twyford Abbey (dal 1931 sostituita da Park Royal

### La Piccadilly Line
North Ealing è stata l'unica stazione della diramazione verso South Harrow a non essere ricostruita da Charles Holden negli anni '30 in concomitanza dell'estensione della Piccadilly Line. Una sottostazione in mattoni e cemento è stata invece costruita lungo il binario est secondo lo stile del periodo.
I servizi della Piccadilly line sono iniziati a luglio del 1932 per estenderli da Hammersmith fino a Ealing Common, sostituendo i treni della District line.
A ottobre 2003 l'edificio della stazione è diventato un Monumento classificato di grado II.

## Interscambi
Per la stazione passano i bus n. 112, 483 e il bus notturno N83.

## Galleria d'immagini

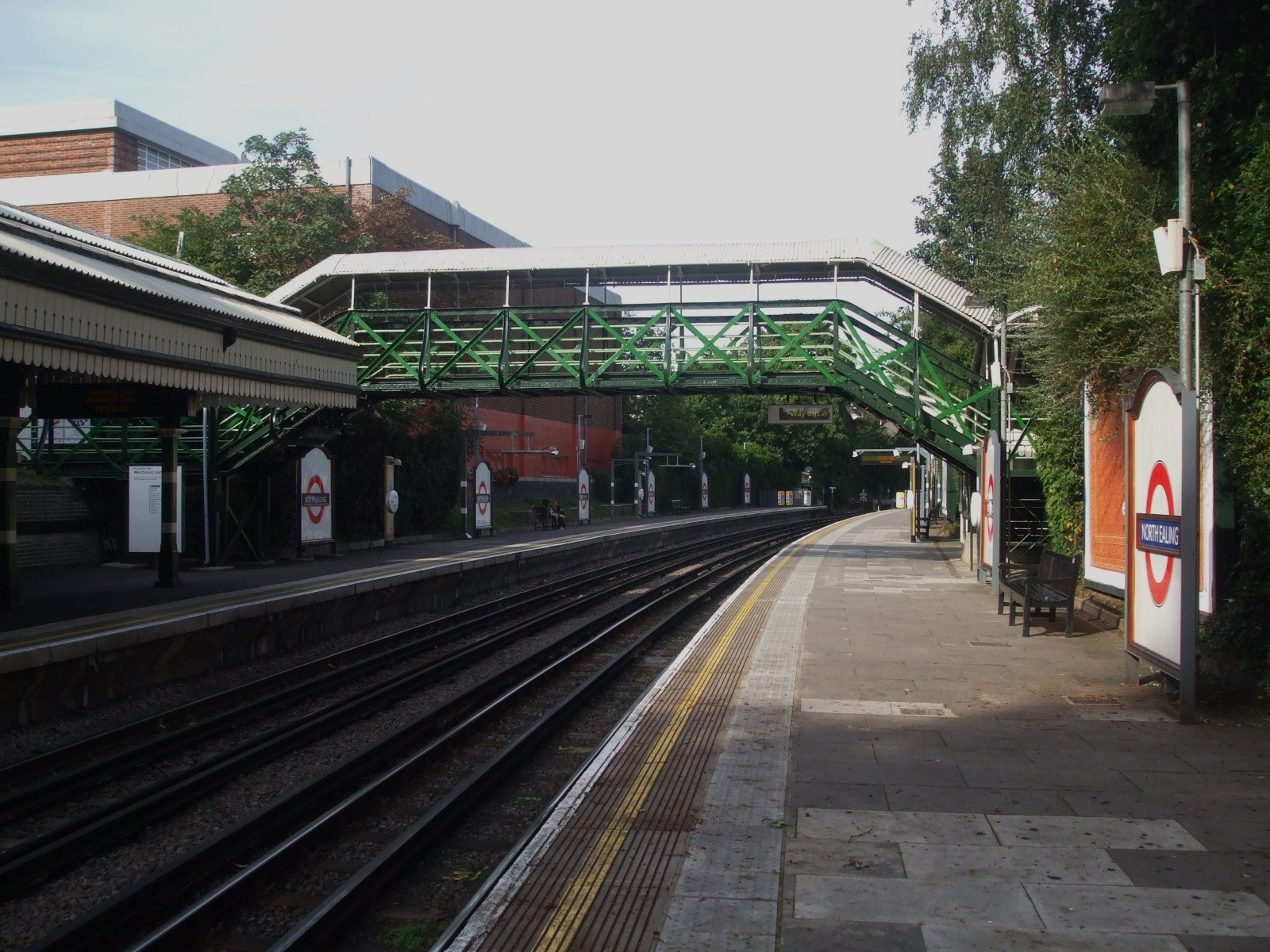
Il binario ovest.
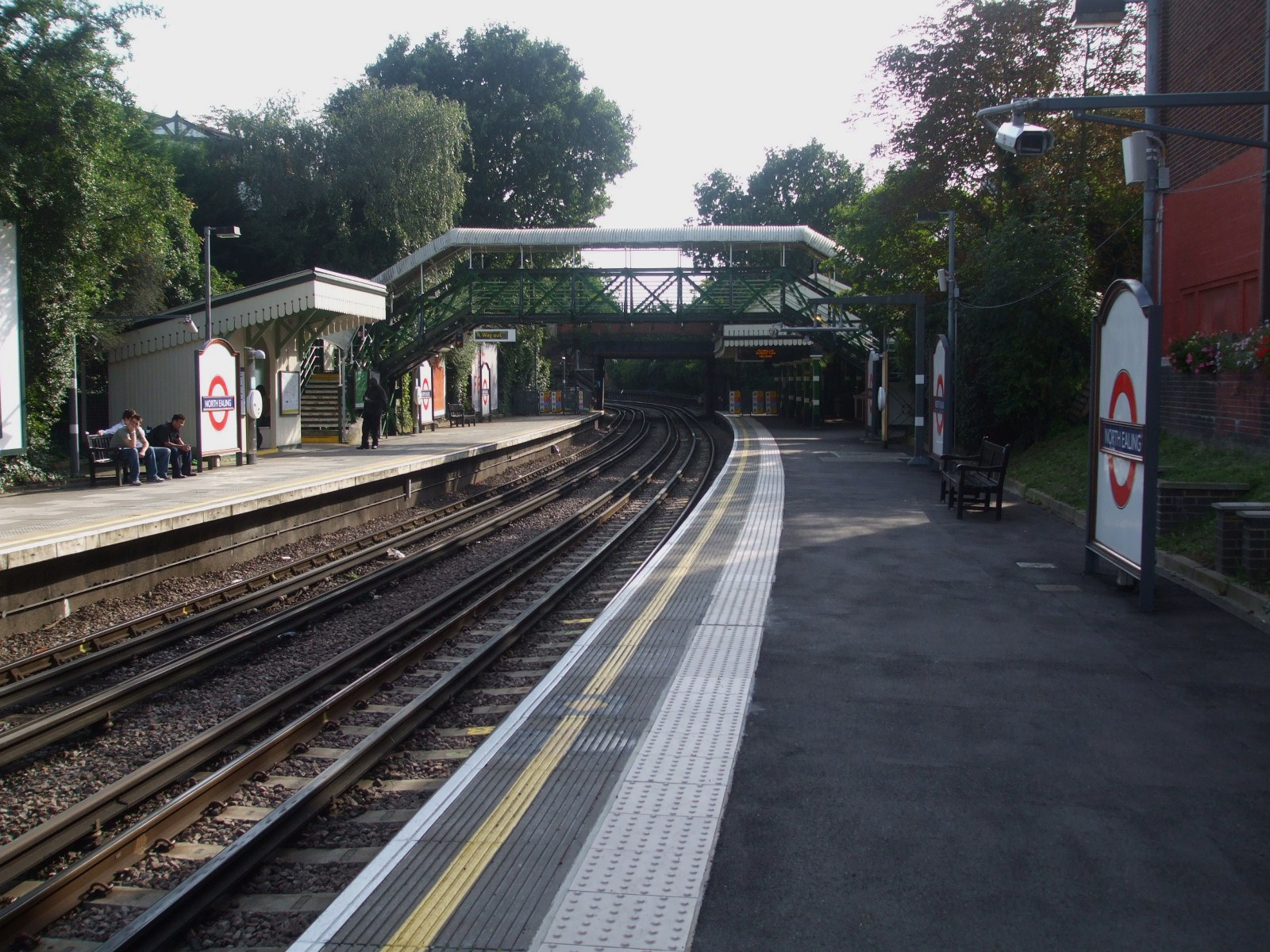
Il binario est.
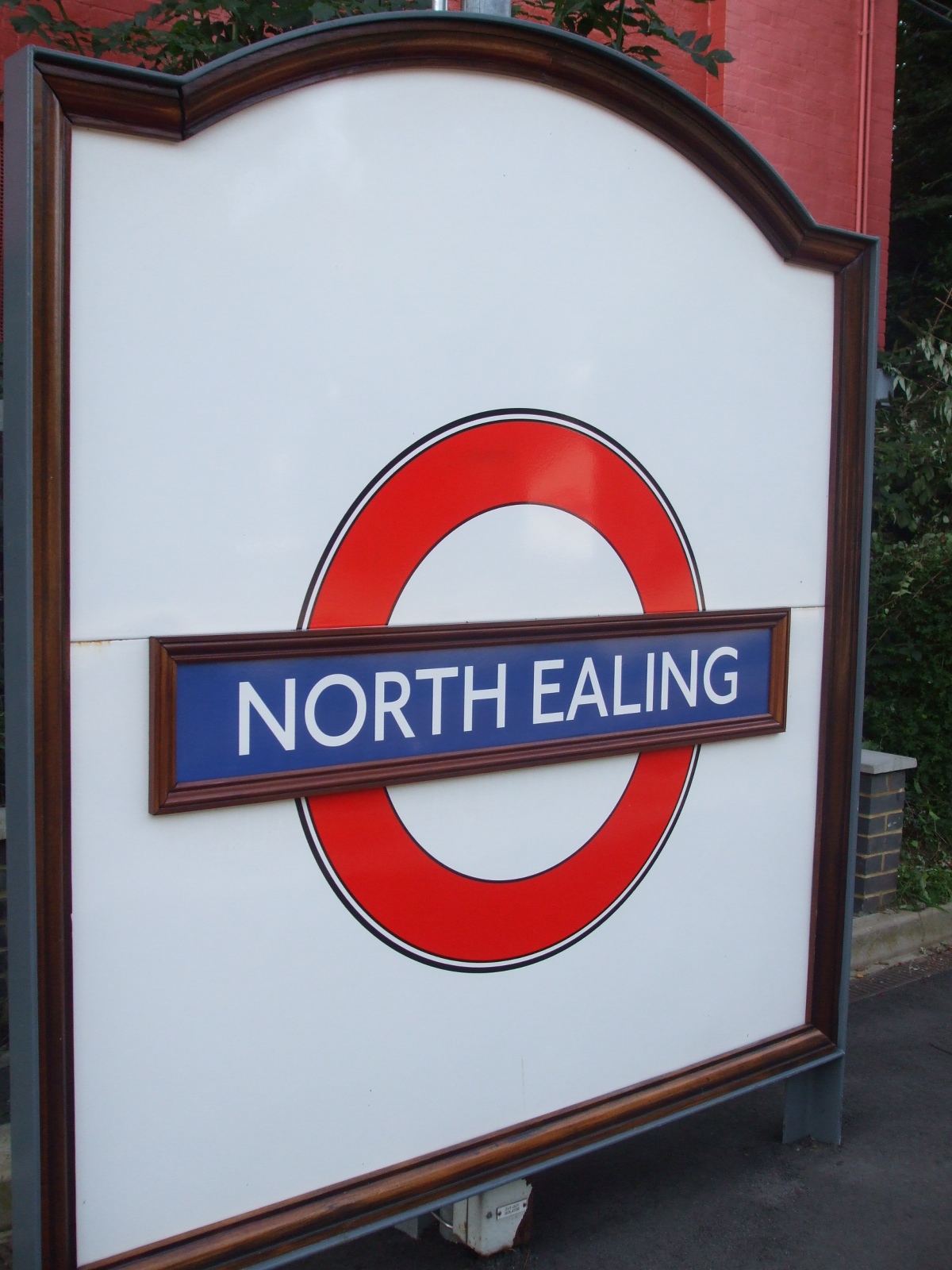
Il simbolo della London Underground nella stazione.
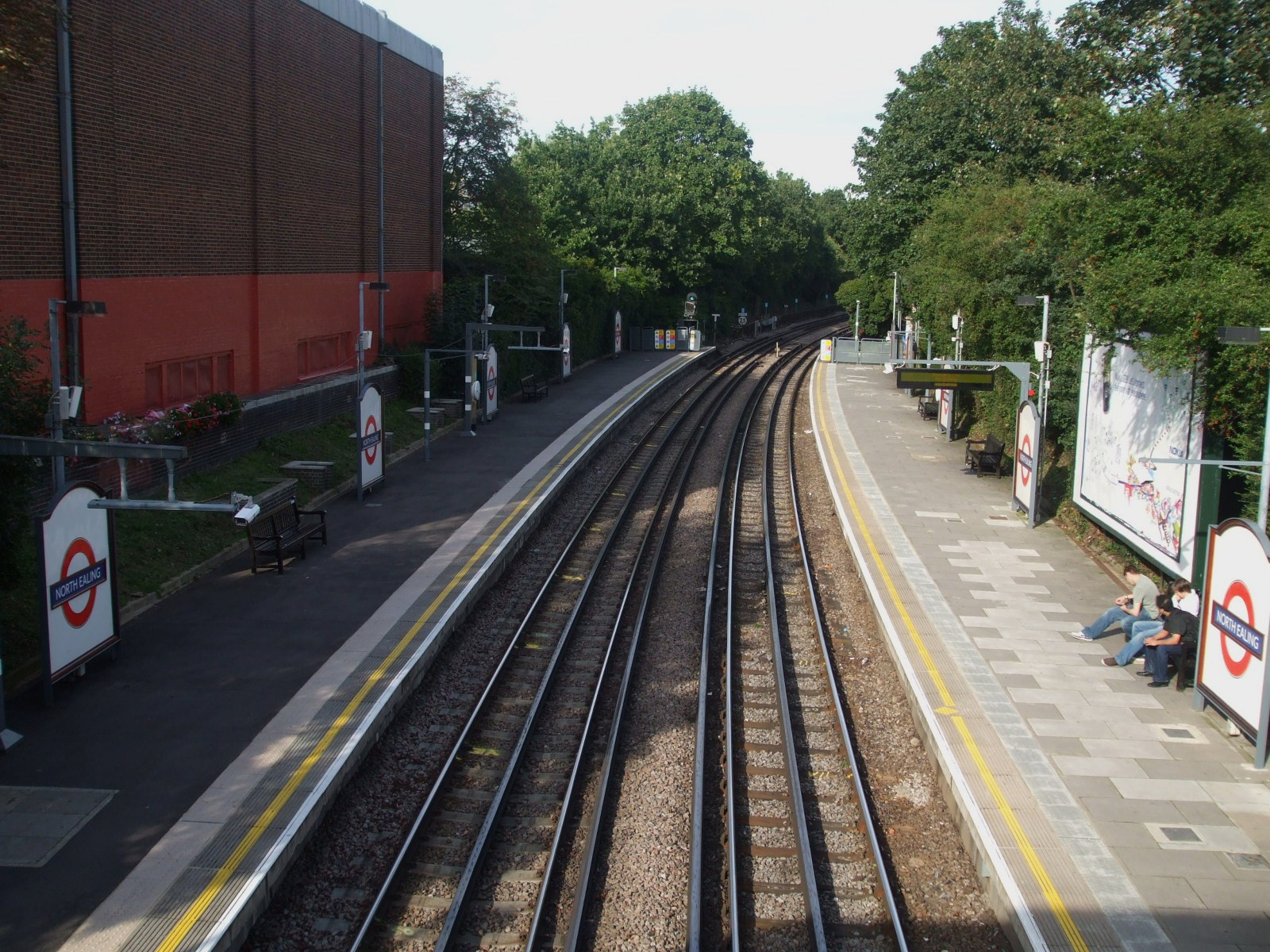
Guardando a ovest dal ponte pedonale
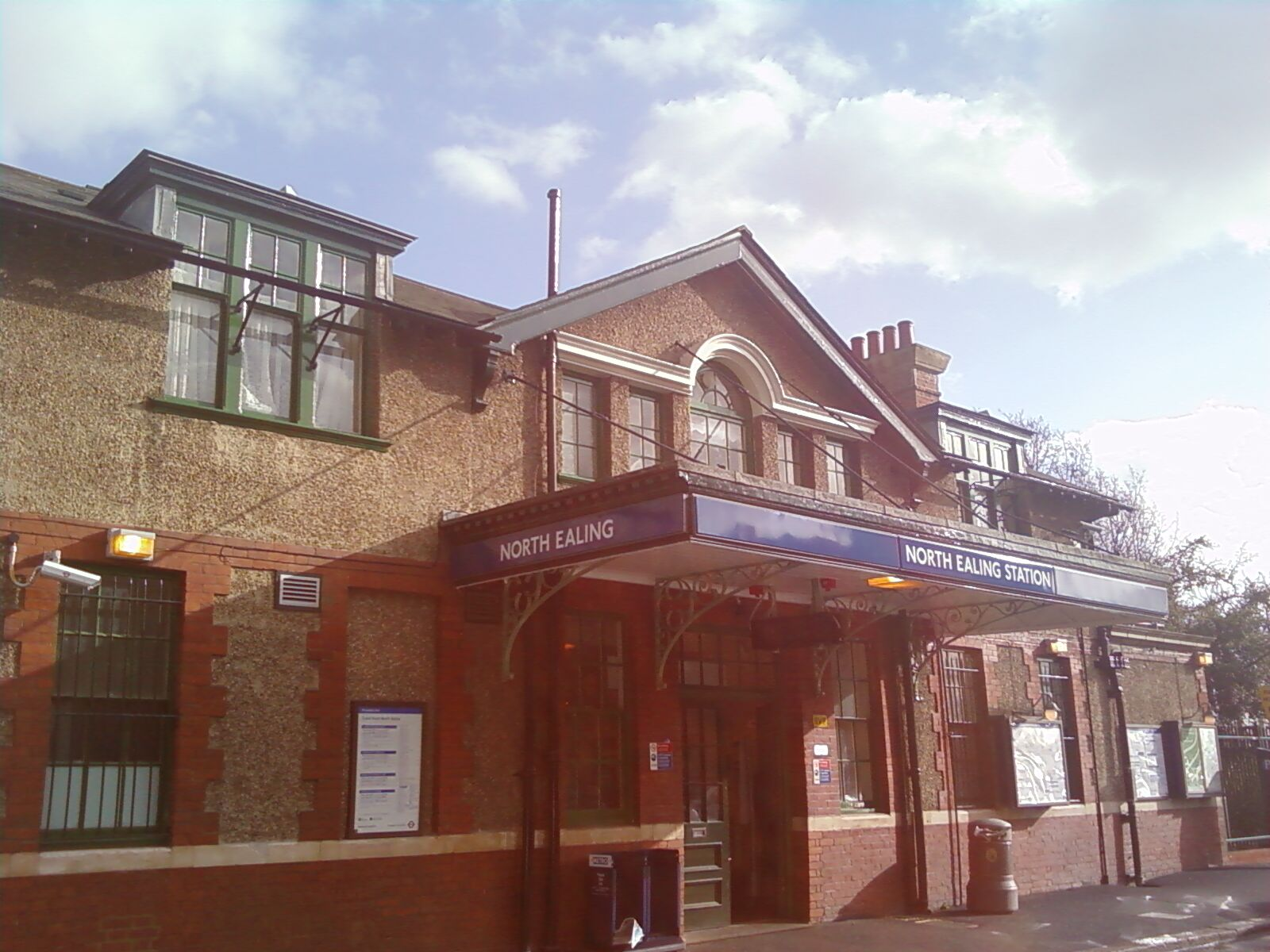
L'entrata principale